# Alles oder Nix Records
Alles oder Nix Records (auch AON Records) war ein Bonner Hip-Hop-Label. 2007 wurde es durch den Rapper Xatar als Independent-Label gegründet. Zunächst übernahm das Kölner Unternehmen Groove Attack den Vertrieb der Veröffentlichungen, ab 2018 hatte Universal Music Deutschland diese Funktion inne. Zuletzt standen die Rapper SSIO, Schwesta Ewa, und Samy bei dem Label unter Vertrag, in der Vergangenheit waren auch Kalim und Eno vertraglich gebunden. Im März 2024 bestätigte Xatar, dass das von ihm gegründete Label insolvent ist und keine Künstler mehr bei Alles oder Nix Records unter Vertrag stehen.
Zudem bestand zwischen 2015 und 2017 das Sublabel Kopfticker Records, bei dem unter anderem Plusmacher und Sylabil Spill unter Vertrag standen. Mit Groove Attack TraX gründete Xatar 2018 in Zusammenarbeit mit dem Vertrieb Groove Attack ein weiteres Label, dessen Administration über Alles oder Nix Records lief. Mero, Sero el Mero und Ra’is veröffentlichten Musik über die Firma, zudem erschienen Songs des Rappers Brado über ein Joint Venture zwischen Universal und Alles oder Nix Records.

## Geschichte

### Gründung und erste Veröffentlichungen
Alles oder Nix Records wurde 2007 von Xatar gegründet. Die Idee zu der Plattform habe laut Aussage des Geschäftsführers bereits zehn Jahre zuvor bestanden, scheiterte aber an den fehlenden finanziellen Mitteln. Als Vertriebspartner konnte er Groove Attack gewinnen. Samy und SSIO erhielten als erste Künstler Verträge bei dem Label. Zur Zeit der Gründung seien sie „nur von der Straße beeinflusst [gewesen], nicht von HipHop“, erklärte Xatar später. Aus diesem Grund haben sie „lange daran gezweifelt, ob das funktionieren“ werde. Ende 2008 erschien mit Alles oder nix die erste Veröffentlichung des Labels. Auf Xatars Soloalbum tritt neben seinen Labelmitgliedern Samy und SSIO unter anderem auch Azad auf. Die Bundesprüfstelle für jugendgefährdende Medien indizierte das Album ein Jahr später, da sieben Songs ihrer Wahrnehmung nach „verrohend wirken und zu Gewalttätigkeiten anreizen.“
2011 wurden Kalim und Schwesta Ewa beim Bonner Label unter Vertrag genommen. Noch während Xatar eine Haftstrafe verbüßte, arbeitete er bereits an seinem zweiten Album, das er mit einem Diktiergerät aufnahm. Nr. 415 erschien im Frühjahr 2012. Mit Platz 19 positionierte es sich als erstes Album in den Charts. Auch in Österreich und der Schweiz erzielte es Achtungserfolge. Im Laufe des Jahres stellte Alles oder Nix Records auch seine Künstler Schwesta Ewa und SSIO vor. Letztgenannter veröffentlichte das Mixtape Spezial Material. Die einzige Rapperin des Unternehmens Schwesta Ewa präsentierte mit Realität ihre ersten Songs.
2013 veröffentlichte Alles oder Nix Records SSIOs Debütalbum BB.U.M.SS.N. Mit Platz 6 erreichte es als erste Labelveröffentlichung die deutschen Top 10. Zudem erhielt es sowohl von Musikredakteuren als auch von Rappern wie Sido positive Kritiken. Das Hip-Hop-Magazin Juice nannte BB.U.M.SS.N. später das Konsensalbum der Rap-Saison Zwodreizehn. 2014 beschränkte sich Alles oder Nix Records auf die Veröffentlichung von Kalims Mixtape Sechs Kronen. Größere Aufmerksamkeit generierte anschließend Schwesta Ewas Debütalbum Kurwa, das nicht nur in Musikmagazinen, sondern auch in reichweiten Nachrichtenmagazinen wie Spiegel Online, Die Tageszeitung oder Die Welt Beachtung fand. Kurwa stieg auf Platz 11 der Album-Charts ein.

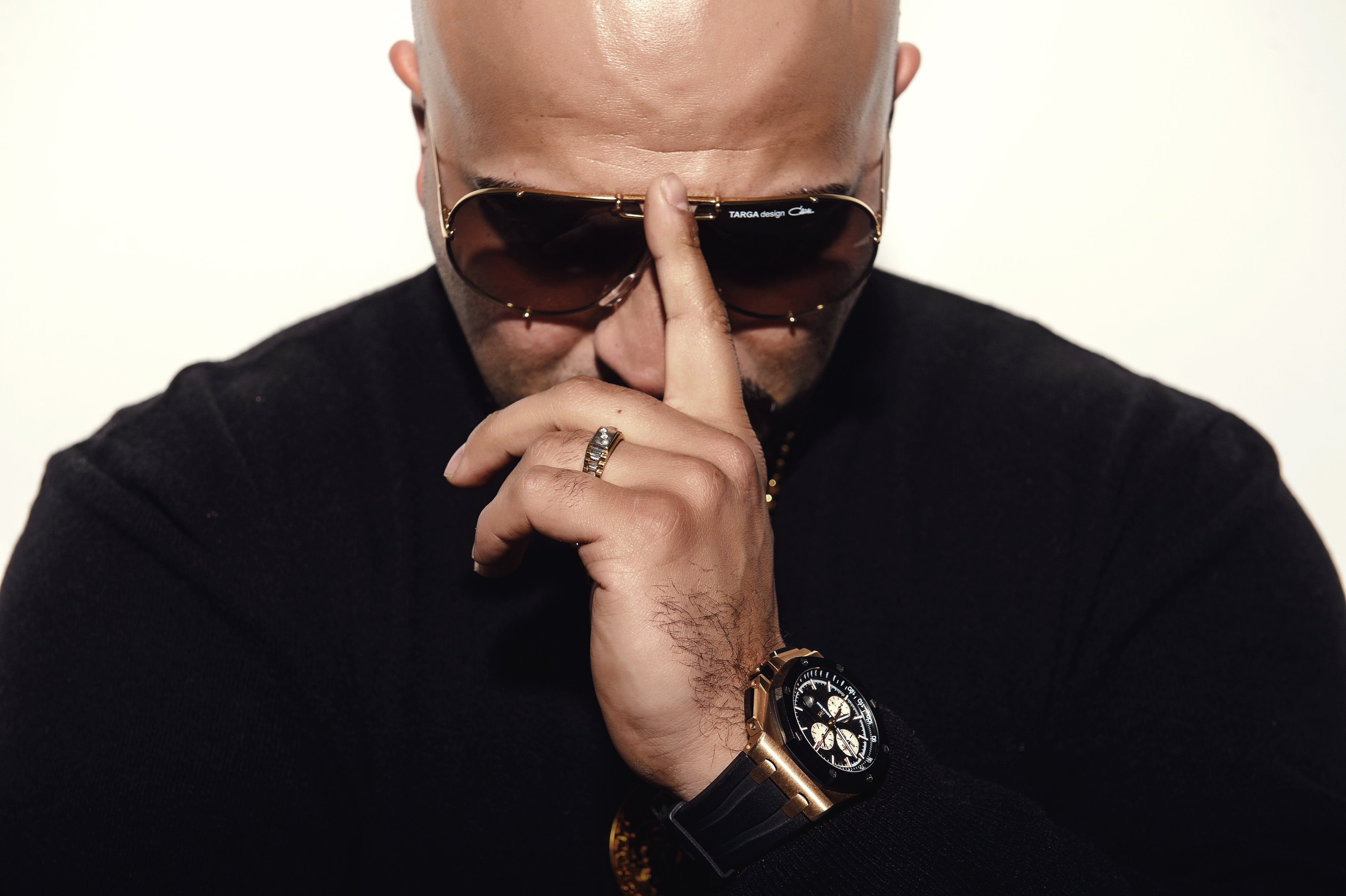
Xatar (2018)
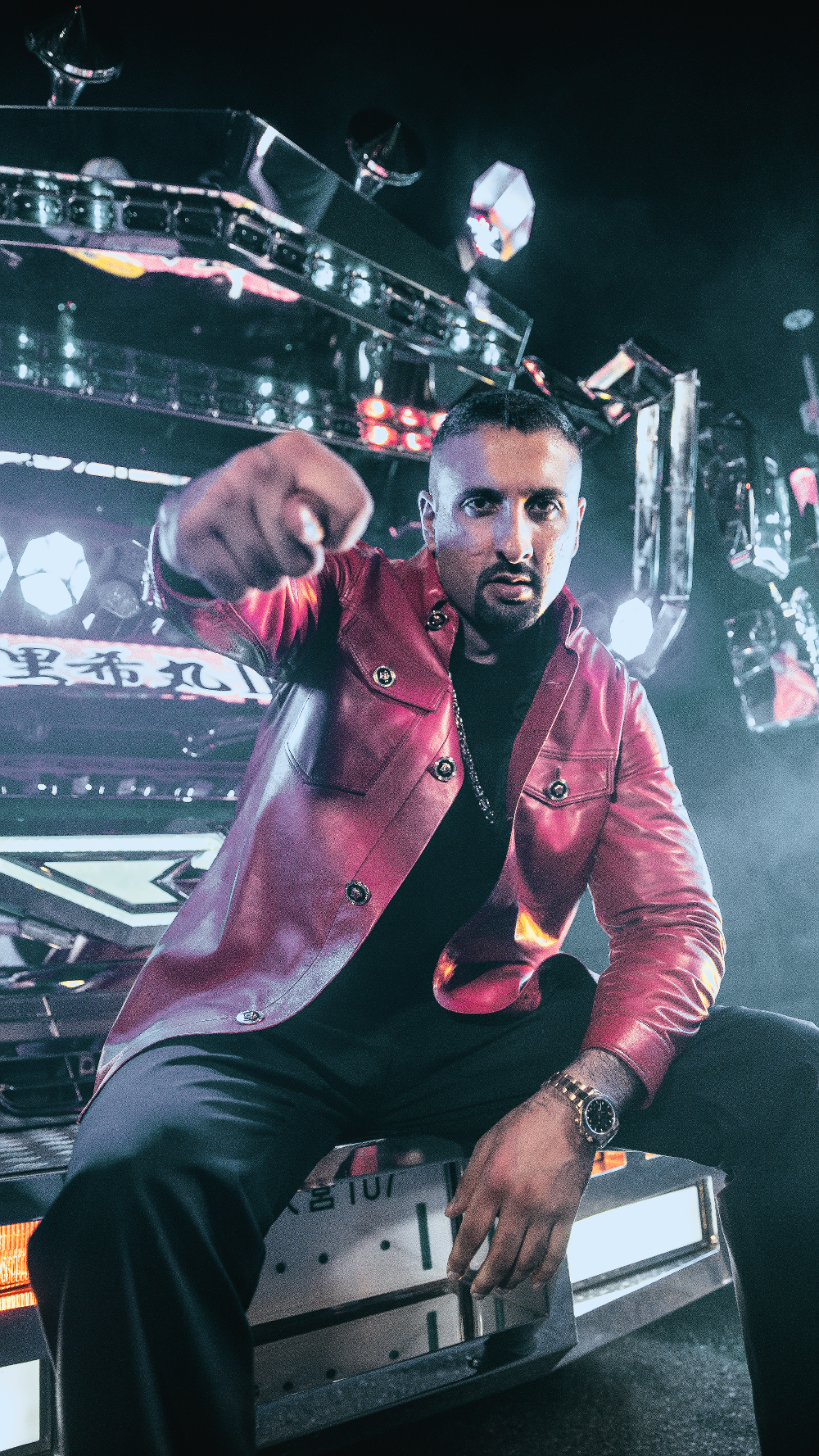
SSIO (2019)

### Kommerzieller Durchbruch und musikalische Umorientierung
Xatars drittes Album Baba aller Babas markierte den kommerziellen Durchbruch des Labels Alles oder Nix Records. Erstmals platzierte sich eine Veröffentlichung auf Position 1 der Album-Charts. In Österreich und der Schweiz belegte es jeweils Platz 3. Vor allem die Singleauskopplung Mein Mantel zog die Aufmerksamkeit auf sich. Laut Die Zeit sei der Rapper mit der Mantelmetapher zum Meme geworden. Anfang 2016 veröffentlichte das Label 0,9. Mit dem zweiten Album SSIOs rangierte Alles oder Nix Records erneut auf Platz 1 der Charts. Im deutschsprachigen Ausland landete es ebenfalls in den Top 10. Es folgten Kalims Debütalbum Odyssee 579 sowie Samys EP Shäms, die kommerziell hinter den Erfolgen von Xatar und SSIO zurückblieben.
Bereits Odyssee 579 bediente sich verglichen mit Kalims Mixtape Sechs Kronen an einem moderneren Soundbild. Dieser Trend setzte sich auf den folgenden Veröffentlichungen des Labels fort. 2017 erschien Kalims zweites Soloalbum Thronfolger, das sich statt am G-Funk des Westcoast-Hip-Hop zu orientieren, der populären Trap-Musik folgte. Damit gelang es ihm, Platz 7 der Album-Charts zu erreichen. Auch Schwesta Ewa wandte sich auf ihrem zweiten Album Aywa von den bislang gängigen Oldschool-Instrumentals des Labels ab. Erstmals erreichte die Rapperin damit die Top 10 der Charts.
Parallel zu dieser Entwicklung gründete Xatar im Juli 2015 das Sublabel Kopfticker Records. Als erster Rapper wurde Plusmacher unter Vertrag genommen. Sein Album Die Ernte erschien am 15. Januar 2016 und erreichte Platz 12 in den deutschen Albumcharts. Nach einigen weiteren Veröffentlichungen im Jahr 2017, unter anderem dem Album Der letzte weisse König von Sylabil Spill, gab Xatar im November 2017 die Auflösung des Labels bekannt.
2018 unterschrieb Xatar einen Vertrag bei der Universal Music Group, die fortan Groove Attack als Vertrieb der Künstler von Alles oder Nix Records ersetzte. Im Herbst erschien sein Album Alles oder Nix II als erste Veröffentlichung der Kooperation. Zudem wiederveröffentlichte er anlässlich des zehnjährigen Jubiläums auf den Streaming-Portalen sowie als Beilage der Box-Edition sein um die indizierten Stücke reduziertes Debütalbum. Mit Alles oder Nix II belegte Xatar erneut Platz 1 der Album-Charts. Im Sommer wurde der Rapper Eno bei Alles oder Nix Records unter Vertrag genommen, nachdem der Wiesbadener zuvor bereits bei Kopfticker Records vertraglich gebunden war. Nach seiner ersten Single Penthouse veröffentlichte das Label im Oktober sein Debütalbum Wellritzstrasse. Kalims Vertrag endete im selben Jahr, woraufhin er zu Universal Urban wechselte.

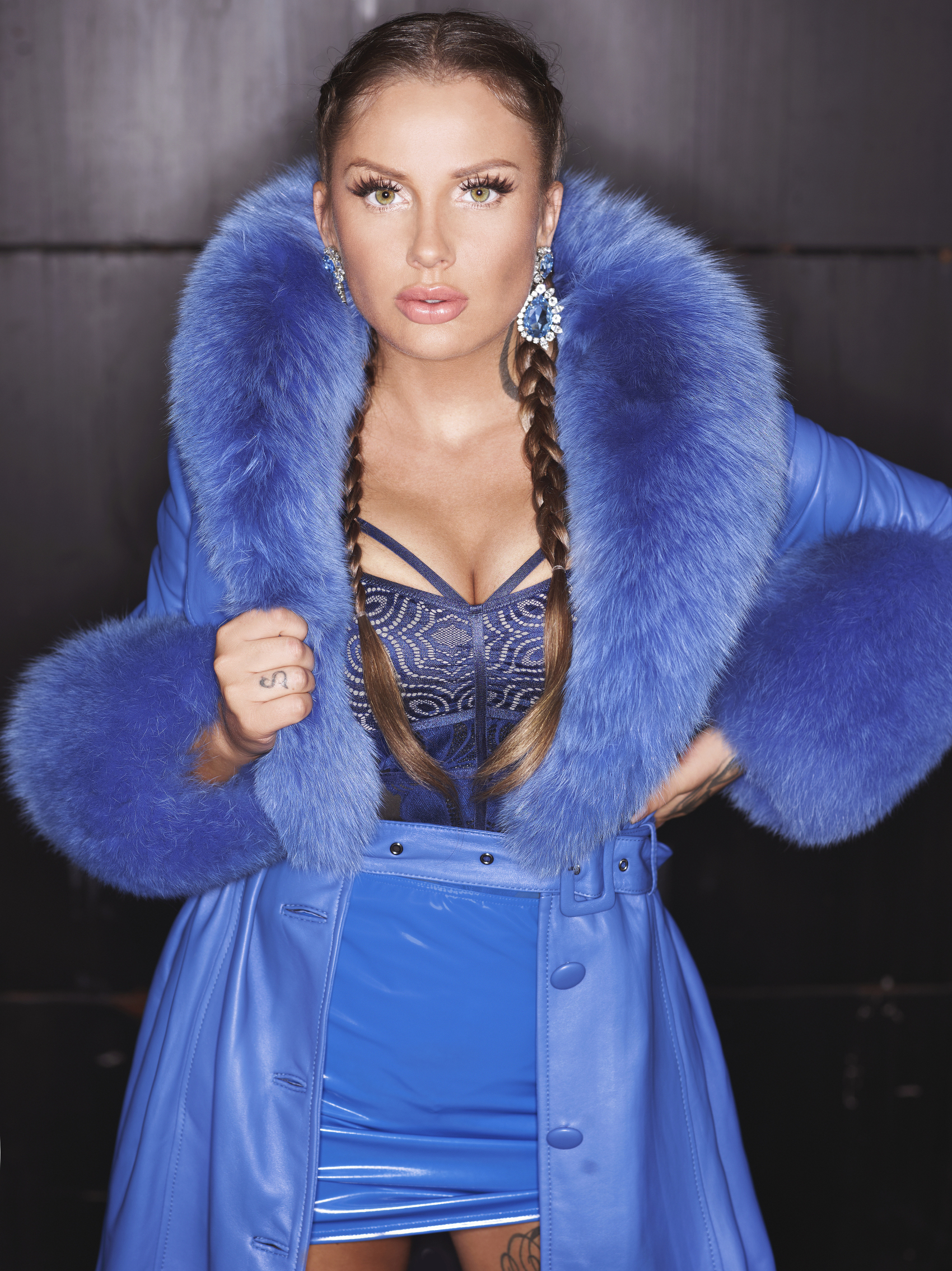
Schwesta Ewa (2019)
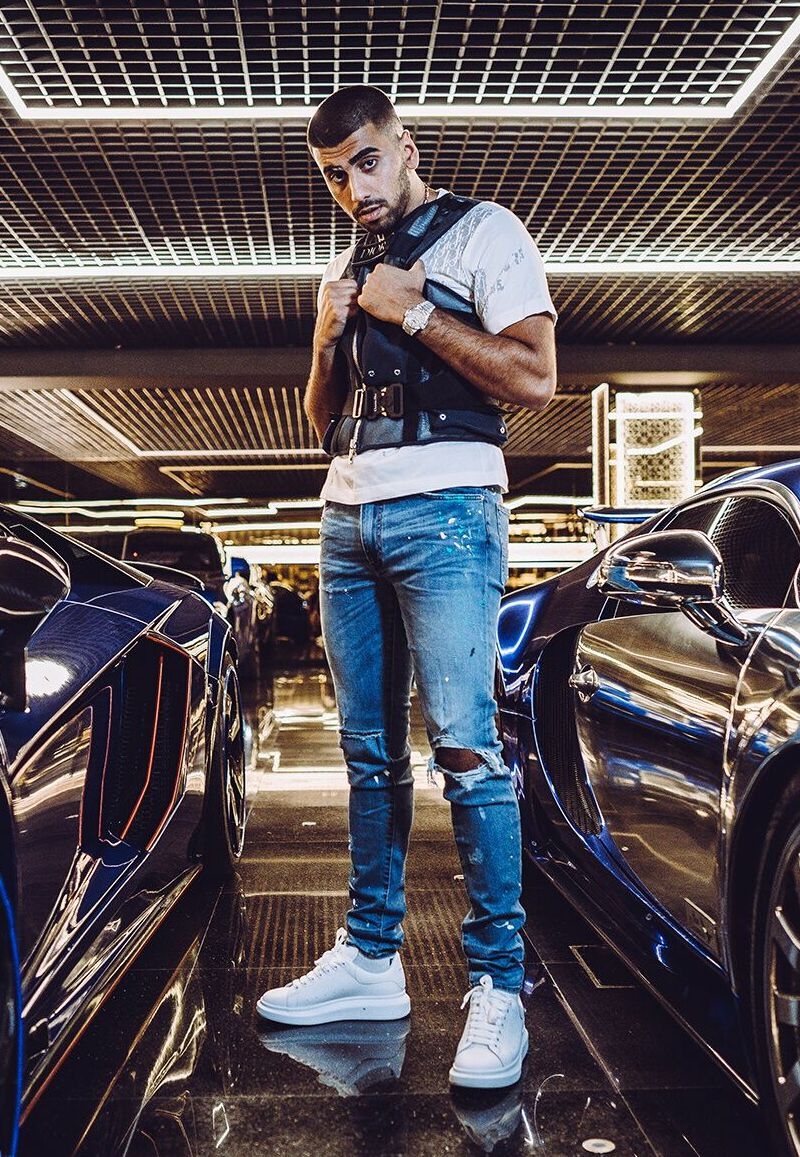
Eno (2019)
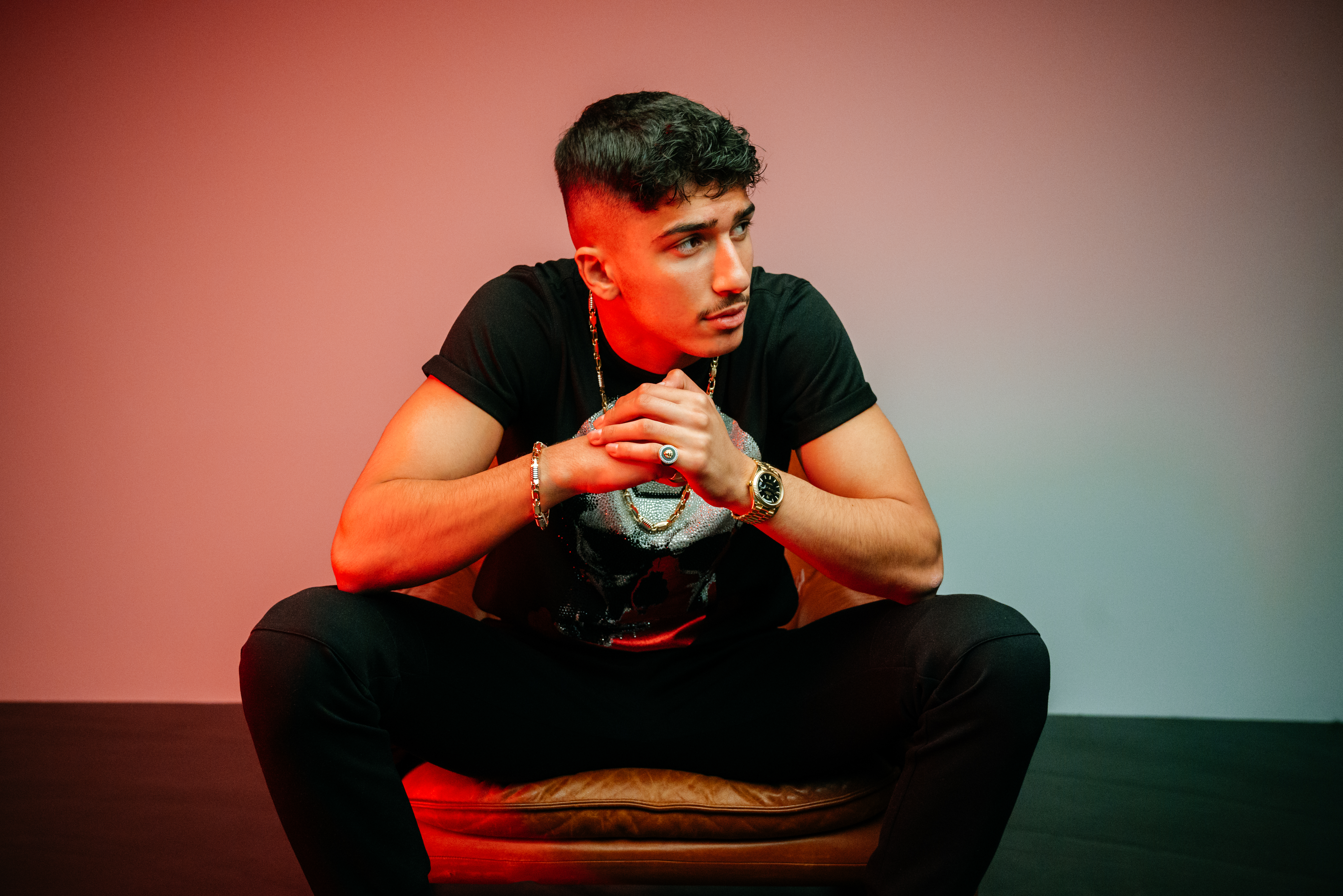
Mero (2019)

### Erweiterung um Groove Attack TraX
2018 gründete Xatar gemeinsam mit dem Musikvertrieb Groove Attack das Unternehmen Groove Attack TraX. Während die Kölner als Partner im Joint Venture für den Vertrieb verantwortlich waren, stellte Alles oder Nix Records die Label-Administration und damit das Produktmanagement für Groove Attack TraX. Zudem waren beide Parteien in die Vermarktung involviert. Nach eigener Beschreibung bot das Unternehmen „aufstrebenden jungen Künstlern ein optimales Umfeld, um sich im Musikbusiness der Zukunft zu behaupten“. Mero wurde als erster Rapper unter Vertrag genommen. Im November 2018 erschien seine Debütsingle Baller los, die in Deutschland und Österreich Platz 1 der Charts erreichte. Laut dem Marktforschungsunternehmen GfK Entertainment gelang es Mero als erstem Rapper überhaupt, sich mit seinem ersten Song auf der Spitzenposition zu platzieren.
Auch die folgenden Singles Hobby Hobby, Wolke 10 und Ferrari, eine Kollaboration mit Eno, belegten jeweils Rang 1 der Charts. In den ersten 24 Stunden verzeichnete der Streamingdienst zudem über 2,1 Millionen Aufrufe für Hobby Hobby, womit der Song einen Streaming-Rekord in Deutschland aufstellte. Nach den ersten vier Singles, die alle mit einer Goldenen Schallplatte ausgezeichnet wurden, erschien im März 2019 Meros Debütalbum Ya Hero Ya Mero. Sowohl in Deutschland als auch in Österreich und der Schweiz stieg das Album auf Position 1 ein. 2019 präsentierte Groove Attack TraX mit Sero el Mero seinen zweiten Künstler. Im Juli erschien dessen erstes Album BabyFaceFlow. Einen Monat später folgte Meros zweites Album Unikat. Während BabyFaceFlow Rang 13 der Album-Charts erreichte, konnte sich Mero mit Platz 4 erneut in den Top 10 positionieren.
Neben der Präsenz mit Groove Attack TraX veröffentlichte das Hauptlabel 2019 nur zwei Alben. Im Mai erschien mit Fuchs Enos zweites Album bei Alles oder Nix Records. Das Album stieg in den Top 10 der deutschen, österreichischen und Schweizer Charts ein. Ende September folgte mit Hash Hash die erste Single aus SSIOs drittem Album, der auch in Verbindung mit dem Musikvideo positive Kritiken erhielt. Das Album Messios erschien am 6. Dezember und stieg auf Rang 2 der Album-Charts ein. Anfang 2020 folgte Schwesta Ewas Album Aaliyah.

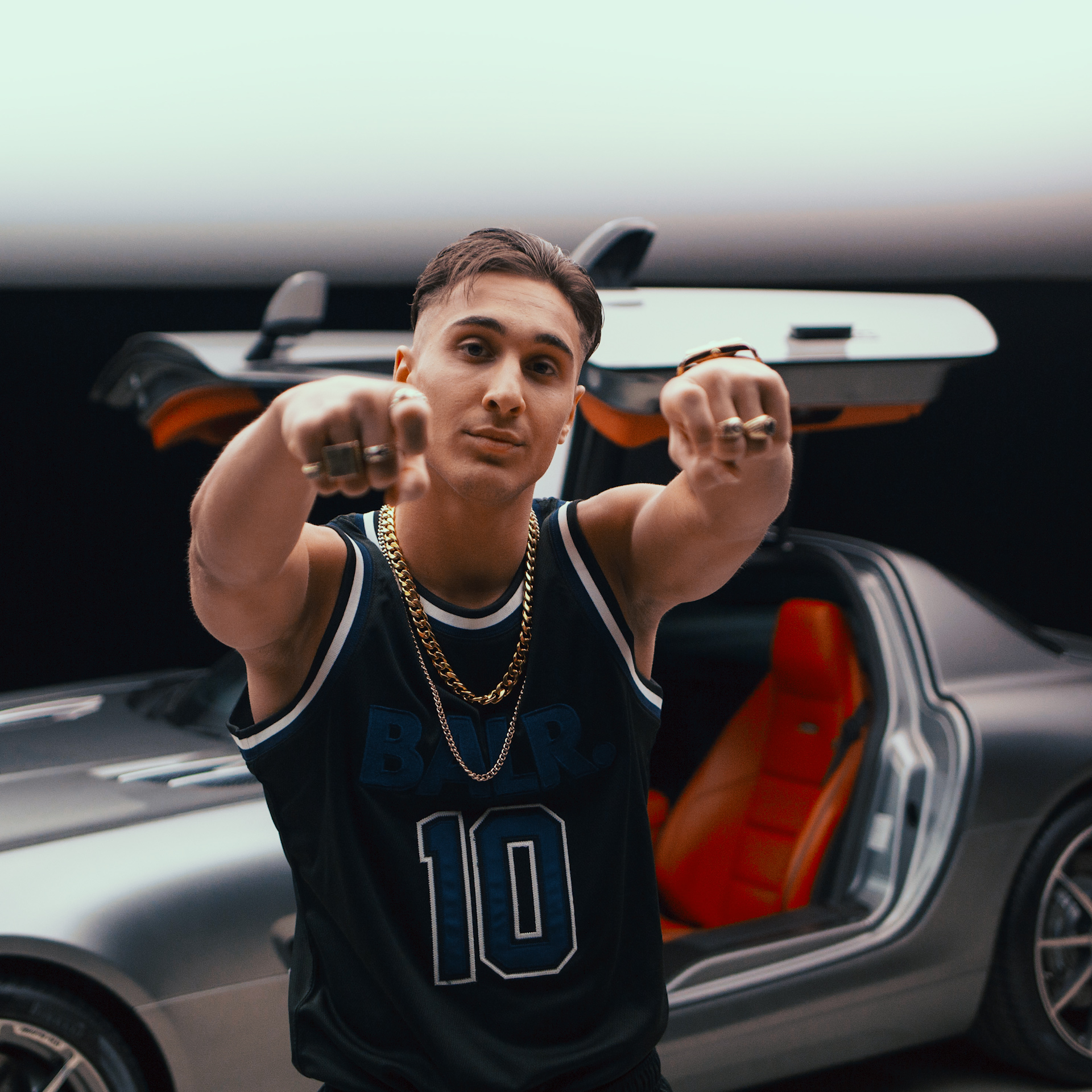
Sero El Mero (2019)
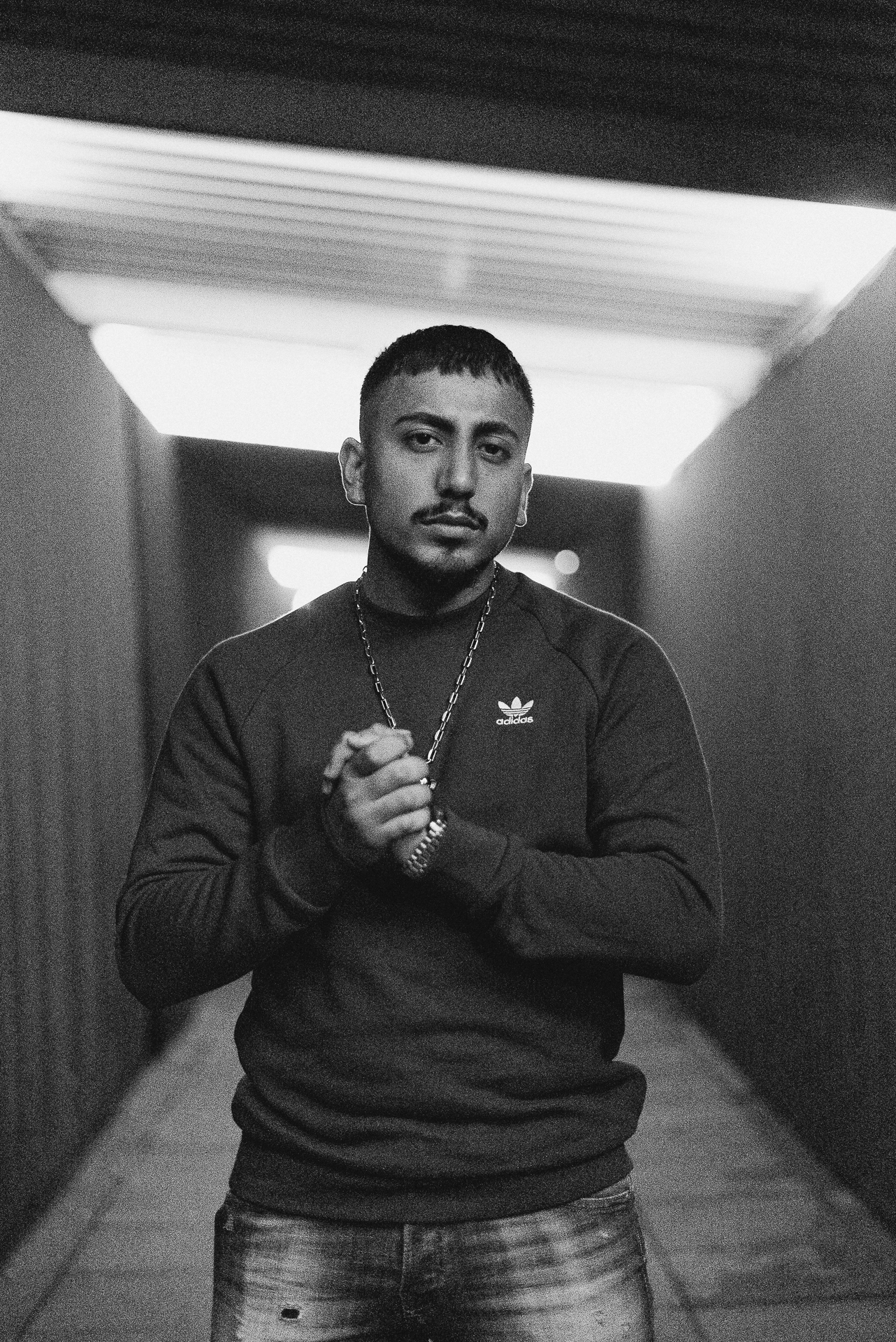
Brado (2019)
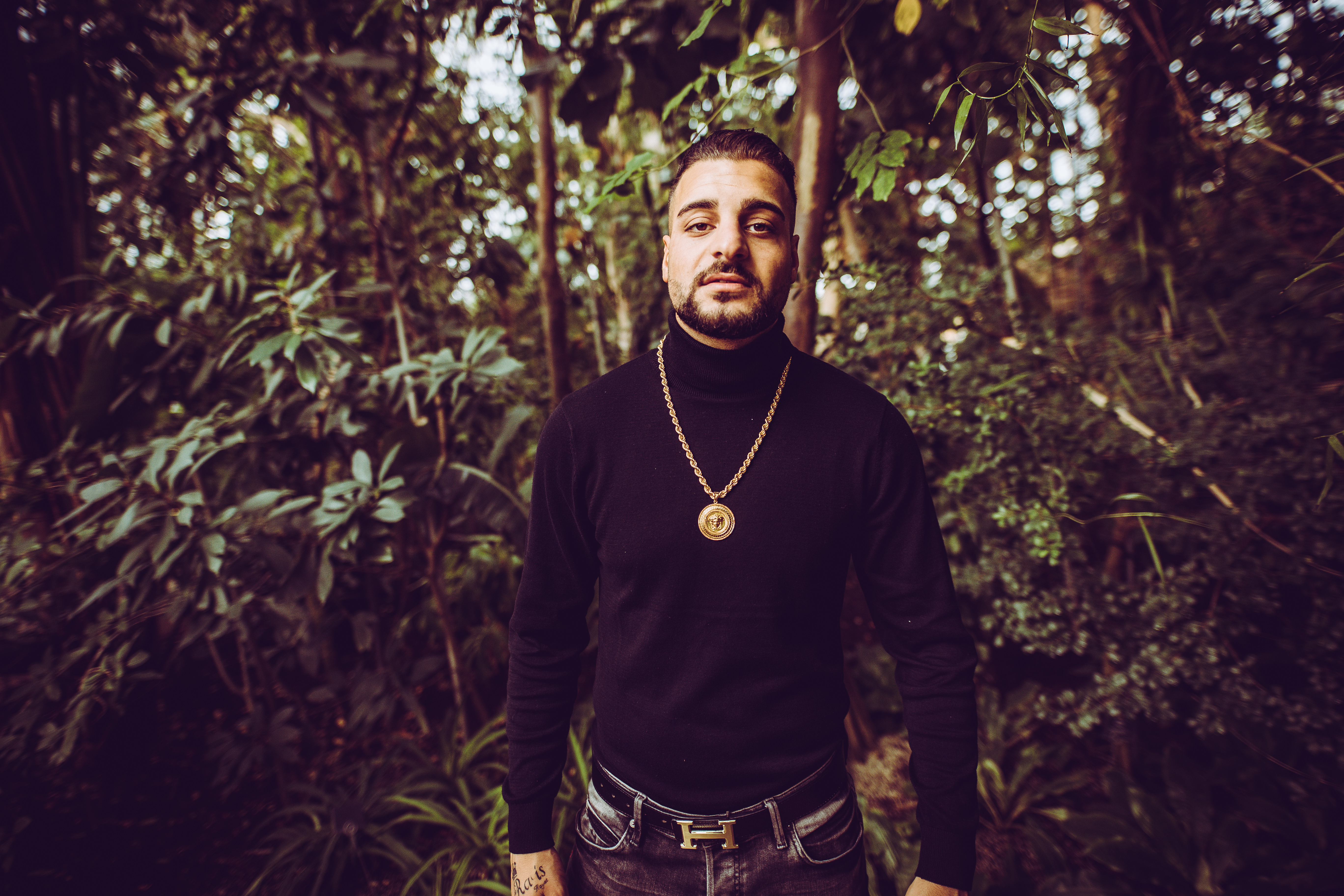
Ra’is (2019)

### Ende
Im März 2024 bestätigte Xatar, dass das von ihm gegründete Label insolvent ist und keine Künstler mehr bei Alles oder Nix unter Vertrag stehen.

## Kritik
Anlässlich des zehnjährigen Jubiläums von Alles oder Nix Records befasste sich Michael Rubach für Hiphop.de mit der Entwicklung des Labels. Xatar habe 2007 ein „zunächst zu versanden drohendes Projekt“ gegründet, das „den Gangsta-Rap in Deutschland inzwischen nachhaltig geprägt“ habe. Nachdem Xatar das Unternehmen „als Quelle wahrhaftiger Straßenpoesie“ etabliert hatte, integrierten sich „zunehmend andere Künstler in dieses Konstrukt von Realness und Rap“. SSIO bringe eine „gehörige Portion Humor auf das Tableau“, Schwesta Ewa verbinde den „typischen AON-Sound und Einsichten aus dem Milieu“, womit sie das „Rotlicht von einer bisher kaum gehörten Seite“ zeige, und Kalim setze mit seiner Härte, die „gar nicht erst irgendwas zu ironisieren oder romantisieren“ versuche, einen „Kontrast zu den all den Brüchen, welche die anderen Signings immer wieder einstreuen.“ Ab 2015 setzten vor allem die Alben Baba aller Babas und 0,9 „dicke Ausrufezeichen eines aufkeimenden Hypes.“ Kalim habe schließlich mit Odyssee 579 und Thronfolger den „Anstoß für eine Art Sound-Evolution im AON-Camp“ gegeben. Abgesehen von SSIO seien die Künstler zunehmend vom Westcoast-Sound abgerückt. Zu dieser Entwicklung passe die Aufnahme des Rappers Eno, der „seine Streetraps um einiges mitsingtauglicher in den Takt“ packe und damit „musikalisch die geringsten Überschneidungen zur AON-Gründungsformation“ aufweise.
2019 sah sich Groove Attack TraX mit dem Vorwurf konfrontiert, Abrufzahlen ihrer Künstler bei Streamingdiensten und damit auch Chartplatzierungen zu manipulieren. In einer Dokumentation vom Y-Kollektiv traf der Reporter Ilhan Coşkun auf eine unter dem Pseudonym Kai auftretenden Person, die laut eigener Aussage von Managern beauftragt werde, die Klickzahlen zu beeinflussen. Vor allem Mero und Sero El Mero wurden dabei hervorgehoben. Kai bot Coşkun in einem Versuch an, einen Song in den Charts zu platzieren, was jedoch misslang. Der Beitrag des Y-Kollektivs erfuhr eine breite Rezeption. Rapper wie Samy Deluxe oder Fler äußerten sich hämisch angesichts der Vorwürfe. Sowohl Xatar als auch Groove Attack und Groove Attack TraX wiesen die Vorwürfe von sich. Eine „auf Betreiben einer der Major-Companies“ durchgeführte „Überprüfung der Streaming-Zahlen“ durch die GfK konnte laut Aussage des Unternehmens „keine Auffälligkeiten“ feststellen. Die E-Zine laut.de verwies darauf, dass der eigentliche Versuch, einen Song in den Charts zu platzieren, gescheitert sei. Zwar habe sich Coşkun „dank Kai 200.000 Streams in ein paar Tagen erschummeln“ können, doch diese seien „als Anomalien gemeldet“ und „gar nicht erst in die Statistik“ der Single-Charts eingegangen. Im Jahresrückblick griff die Redakteurin Dani Fromm das Thema erneut auf. Zum einen seien „Aufregerpotenzial und Erkenntnisgewinn echt übersichtlich“ gewesen, zum anderen wies die Reportage „erhebliche handwerkliche Schwächen“ auf. Obwohl sich der Beitrag „auf unhinterfragt hingenommene Aussagen eines anonymen Hackers“ gestützt habe, seien die „kritischen Stimmen dazu mühelos an einer Hand“ abzählbar gewesen.

## Auszeichnungen

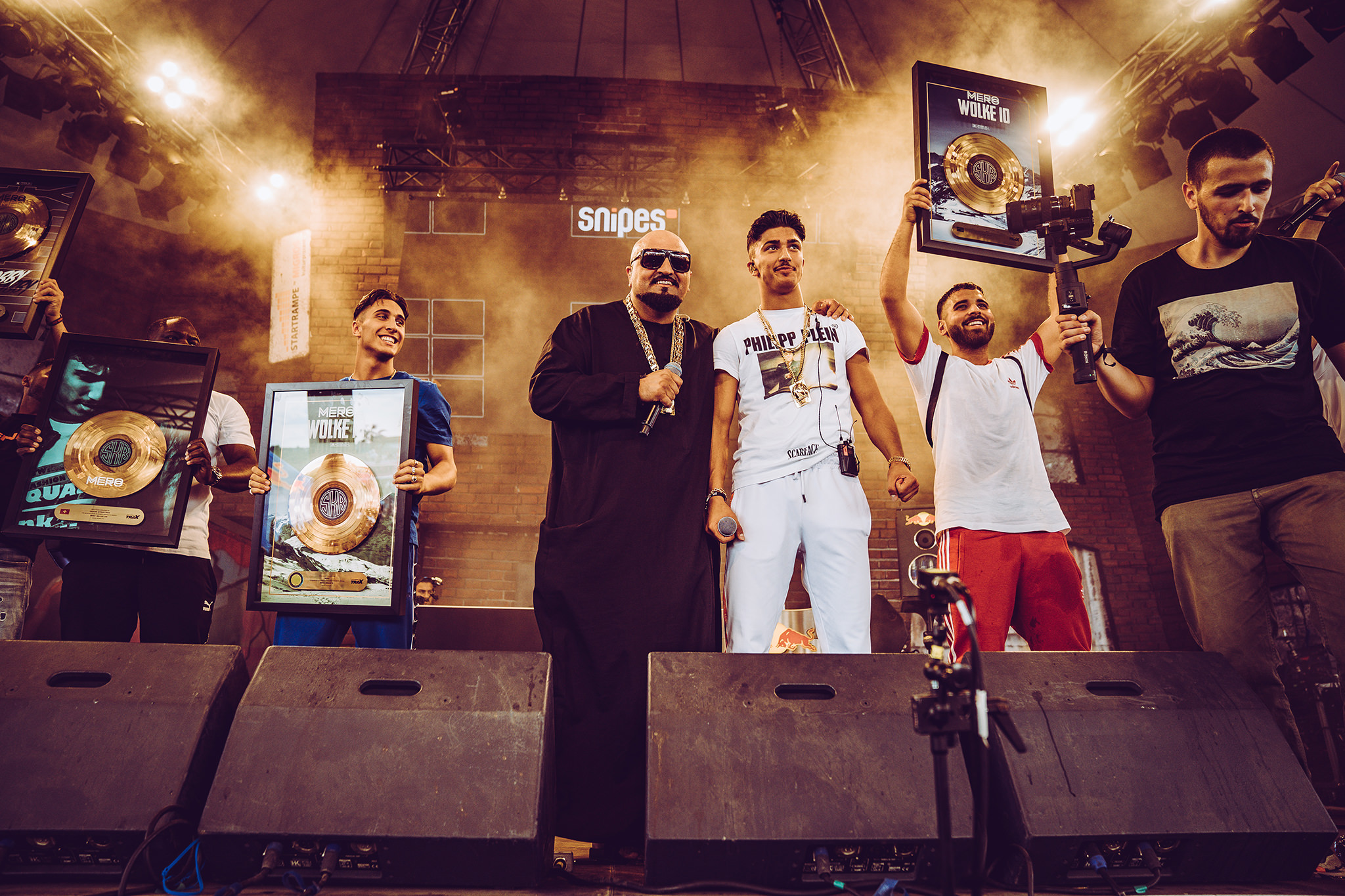
Sero El Mero, Xatar und Mero mit den Goldenen Schallplatten für Wolke 10

Als Independent-Label wurde Alles oder Nix Records in den ersten Jahren mehrfach mit den Preisen des Verbands der Independent-Labels ausgezeichnet. Nr. 415 und Kurwa erhielten für jeweils über 20.000 verkaufte Einheiten den Silver-Award von Impala. Über 40.000 Verkäufe verzeichneten die Alben Baba aller Babas, BB.U.M.SS.N. und 0,9, was zur Verleihung des Double-Silver-Awards berechtigte. Mit den bei Groove Attack TraX organisierten Künstlern feierte das Label weitere Erfolge. Meros Debütsingle Baller los wurde bereits wenige Monate nach Veröffentlichung in Deutschland, Österreich und der Schweiz mit einer Goldenen Schallplatte ausgezeichnet. Ende November 2019 vermeldete der Verband der Österreichischen Musikwirtschaft Platin-Status. Hobby Hobby und Wolke 10, zwei weitere Auskopplungen aus dem ersten Album des Rappers, erhielten ebenfalls Goldene Schallplatten in Deutschland und Österreich. Auch einige Singles des Rappers Eno generierten größere Verkaufszahlen. Mit Mercedes aus dem Album Wellritzstrasse, Blackberry Sky und der Nummer-eins-Single Ferrari erlangte der Wiesbadener jeweils Gold-Status.

## Diskografie

### Alles oder Nix Records
| Jahr | Titel Interpretation    | Höchstplatzierung, Gesamtwochen, AuszeichnungChartplatzierungen (Jahr, Titel, Interpretation, Platzierungen, Wochen, Auszeichnungen, Anmerkungen, Cover) | Höchstplatzierung, Gesamtwochen, AuszeichnungChartplatzierungen (Jahr, Titel, Interpretation, Platzierungen, Wochen, Auszeichnungen, Anmerkungen, Cover) | Höchstplatzierung, Gesamtwochen, AuszeichnungChartplatzierungen (Jahr, Titel, Interpretation, Platzierungen, Wochen, Auszeichnungen, Anmerkungen, Cover) | Anmerkungen | Cover |
| Jahr | Titel Interpretation    | DE | AT | CH | Anmerkungen | Cover |
| ---- | ----------------------- | --- | --- | --- | --- | ----- |
| 2008 | Alles oder nix Xatar    | — | — | — | Erstveröffentlichung: 28. November 2008 Indiziert seit dem 26. Februar 2010 Neuveröffentlichung in reduzierter Form 2018 |       |
| 2012 | Nr. 415 Xatar           | DE19 (2 Wo.)DE | AT52 (1 Wo.)AT | CH23 (2 Wo.)CH | Erstveröffentlichung: 20. April 2012                                                                                     |       |
| 2012 | Spezial Material SSIO   | DE69 (1 Wo.)DE | — | — | Erstveröffentlichung: 7. September 2012 Mixtape                                                                          |       |
| 2012 | Realität Schwesta Ewa   | — | — | — | Erstveröffentlichung: 5. Oktober 2012 Mixtape                                                                            |       |
| 2013 | BB.U.M.SS.N. SSIO       | DE6 (3 Wo.)DE | AT19 (1 Wo.)AT | CH18 (2 Wo.)CH | Erstveröffentlichung: 13. September 2013                                                                                 |       |
| 2014 | Sechs Kronen Kalim      | DE30 (1 Wo.)DE | AT49 (1 Wo.)AT | CH32 (1 Wo.)CH | Erstveröffentlichung: 15. August 2014 Mixtape                                                                            |       |
| 2015 | Kurwa Schwesta Ewa      | DE11 (2 Wo.)DE | AT28 (1 Wo.)AT | CH34 (1 Wo.)CH | Erstveröffentlichung: 16. Januar 2015                                                                                    |       |
| 2015 | Baba aller Babas Xatar  | DE1 (5 Wo.)DE | AT3 (2 Wo.)AT | CH3 (4 Wo.)CH | Erstveröffentlichung: 1. Mai 2015                                                                                        |       |
| 2016 | 0,9 SSIO                | DE1 (13 Wo.)DE | AT4 (5 Wo.)AT | CH6 (9 Wo.)CH | Erstveröffentlichung: 29. Januar 2016                                                                                    |       |
| 2016 | Odyssee 579 Kalim       | DE16 (1 Wo.)DE | AT64 (1 Wo.)AT | CH32 (1 Wo.)CH | Erstveröffentlichung: 28. Oktober 2016                                                                                   |       |
| 2017 | Shäms Samy              | — | — | — | Erstveröffentlichung: 2017 EP                                                                                            |       |
| 2017 | Thronfolger Kalim       | DE7 (2 Wo.)DE | AT29 (1 Wo.)AT | CH21 (1 Wo.)CH | Erstveröffentlichung: 22. September 2017                                                                                 |       |
| 2018 | Aywa Schwesta Ewa       | DE8 (4 Wo.)DE | AT20 (1 Wo.)AT | CH26 (1 Wo.)CH | Erstveröffentlichung: 1. Juni 2018                                                                                       |       |
| 2018 | Alles oder Nix II Xatar | DE1 (3 Wo.)DE | AT7 (1 Wo.)AT | CH7 (2 Wo.)CH | Erstveröffentlichung: 21. September 2018                                                                                 |       |
| 2018 | Wellritzstrasse Eno     | DE5 (3 Wo.)DE | — | CH41 (1 Wo.)CH | Erstveröffentlichung: 26. Oktober 2018                                                                                   |       |
| 2018 | Mann im Haus Samy       | — | — | — | Erstveröffentlichung: 2018                                                                                               |       |
| 2019 | Fuchs Eno               | DE3 (6 Wo.)DE | AT6 (3 Wo.)AT | CH10 (4 Wo.)CH | Erstveröffentlichung: 3. Mai 2019                                                                                        |       |
| 2019 | Messios SSIO            | DE2 (10 Wo.)DE | AT11 (1 Wo.)AT | CH7 (2 Wo.)CH | Erstveröffentlichung: 6. Dezember 2019                                                                                   |       |
| 2020 | Aaliyah Schwesta Ewa    | DE5 (1 Wo.)DE | AT25 (1 Wo.)AT | — | Erstveröffentlichung: 31. Januar 2020                                                                                    |       |
| 2020 | Bonität Eno             | DE16 (1 Wo.)DE | AT35 (1 Wo.)AT | CH50 (1 Wo.)CH | Erstveröffentlichung: 21. Februar 2020                                                                                   |       |
| 2021 | Hrrr Xatar              | — | AT45 (1 Wo.)AT | CH16 (2 Wo.)CH | Erstveröffentlichung: 12. Februar 2021                                                                                   |       |
| 2021 | Meine Narben Samy       | — | — | — | Erstveröffentlichung: 2021                                                                                               |       |
| 2021 | Das neue Album SSIO     | — | — | CH22 (2 Wo.)CH | Erstveröffentlichung: 8. September 2021                                                                                  |       |

### Kopfticker Records
| Jahr | Titel Interpretation                  | Höchstplatzierung, Gesamtwochen, AuszeichnungChartplatzierungen (Jahr, Titel, Interpretation, Platzierungen, Wochen, Auszeichnungen, Anmerkungen, Cover) | Höchstplatzierung, Gesamtwochen, AuszeichnungChartplatzierungen (Jahr, Titel, Interpretation, Platzierungen, Wochen, Auszeichnungen, Anmerkungen, Cover) | Höchstplatzierung, Gesamtwochen, AuszeichnungChartplatzierungen (Jahr, Titel, Interpretation, Platzierungen, Wochen, Auszeichnungen, Anmerkungen, Cover) | Anmerkungen                            | Cover |
| Jahr | Titel Interpretation                  | DE | AT | CH | Anmerkungen                            | Cover |
| ---- | ------------------------------------- | --- | --- | --- | -------------------------------------- | ----- |
| 2016 | Die Ernte Plusmacher                  | DE12 (1 Wo.)DE | AT33 (1 Wo.)AT | CH28 (1 Wo.)CH | Erstveröffentlichung: 15. Januar 2016  |       |
| 2017 | Xalaz Eno                             | DE39 (1 Wo.)DE | — | CH66 (1 Wo.)CH | Erstveröffentlichung: 5. Januar 2017   |       |
| 2017 | Kush Hunter Yonii                     | — | — | — | Erstveröffentlichung: 2017 EP          |       |
| 2017 | Entre 2 Mondes Plusmacher             | DE11 (1 Wo.)DE | AT27 (1 Wo.)AT | CH87 (1 Wo.)CH | Erstveröffentlichung: 17. Februar 2017 |       |
| 2017 | Der letzte weisse König Sylabil Spill | DE76 (1 Wo.)DE | — | — | Erstveröffentlichung: 14. April 2017   |       |

### Groove Attack TraX
| Jahr | Titel Interpretation        | Höchstplatzierung, Gesamtwochen, AuszeichnungChartplatzierungen (Jahr, Titel, Interpretation, Platzierungen, Wochen, Auszeichnungen, Anmerkungen, Cover) | Höchstplatzierung, Gesamtwochen, AuszeichnungChartplatzierungen (Jahr, Titel, Interpretation, Platzierungen, Wochen, Auszeichnungen, Anmerkungen, Cover) | Höchstplatzierung, Gesamtwochen, AuszeichnungChartplatzierungen (Jahr, Titel, Interpretation, Platzierungen, Wochen, Auszeichnungen, Anmerkungen, Cover) | Anmerkungen                              | Cover |
| Jahr | Titel Interpretation        | DE | AT | CH | Anmerkungen                              | Cover |
| ---- | --------------------------- | --- | --- | --- | ---------------------------------------- | ----- |
| 2019 | Ya Hero Ya Mero Mero        | DE1 (24 Wo.)DE | AT1 (20 Wo.)AT | CH1 (13 Wo.)CH | Erstveröffentlichung: 15. März 2019      |       |
| 2019 | BabyFaceFlow Sero el Mero   | DE13 (3 Wo.)DE | AT28 (1 Wo.)AT | CH35 (1 Wo.)CH | Erstveröffentlichung: 16. August 2019    |       |
| 2019 | Unikat Mero                 | DE4 (6 Wo.)DE | AT6 (4 Wo.)AT | CH14 (4 Wo.)CH | Erstveröffentlichung: 27. September 2019 |       |
| 2020 | DB1 Brado                   | DE93 (1 Wo.)DE | — | — | Erstveröffentlichung: 28. Februar 2020   |       |
| 2020 | Hayat Ra’is                 | DE19 (1 Wo.)DE | AT62 (1 Wo.)AT | — | Erstveröffentlichung: 12. Juni 2020      |       |
| 2020 | Ghetto Diamant Sero el Mero | DE46 (1 Wo.)DE | — | — | Erstveröffentlichung: 4. September 2020  |       |
| 2020 | Seele Mero                  | DE14 (3 Wo.)DE | AT29 (1 Wo.)AT | CH24 (2 Wo.)CH | Erstveröffentlichung: 4. Dezember 2020   |       |
| 2021 | Traum Ra’is                 | DE65 (1 Wo.)DE | — | — | Erstveröffentlichung: 11. Juni 2021      |       |
| 2022 | Mein Weg Sero el Mero       | — | — | — | Erstveröffentlichung: 6. Mai 2022        |       |
| 2022 | Wallah Krise Ra’is          | — | — | — | Erstveröffentlichung: 2022               |       |